# Кућа пуковника Елезовића у Београду
Кућа пуковника Елезовића у Београду се налази у Његошевој улици 20 и представља непокретно културно добро као споменик културе. Кућа је саграђена 1927. године према пројекту архитекте Александра Дерока, као стамбени објекат за рентирање. Обликована је у репрезентативном националном стилу, са видљивим утицајем модерног српско-византијског стила, која у себи садржи елементе српских средњовековних манастира и касне сецесије.

## Карактеристике
Кућа пуковника Радомира Елезовића је саграђена 1927. године према пројекту архитекте Александра Дерока, као стамбени објекат за издавање. Архитектонски обликован у репрезентативном националном стилу, компонован је од елемената различитог порекла. У залученом порталу, прозорима првог спрата, бифорама и трифорама другог спрата видљив је утицај српско-византијског стила, али је облик отвора у приземљу и поткровљу, као и облик снажних пиластера који пробијају завршни венац претварајући се у мале куле, близак касној сецесији. Плитки рељефи на фасади представљају ауторову интерпретацију средњовековних мотива. Изнад лукова лође, целом ширином еркера, постављена је барељефна арабеска чији је аутор вајар Живојин Лукић.
Кућа је објекат значајних архитектонских и културно-историјских вредности. Настао у време када београдском архитектуром доминирају академизам и модернизам у обликовању стамбених и јавних грађевина, карактеристичним прочељем које одликује свежина израза и богати светло-тамни контрасти, сврстава се у успелија и зрелија остварења српске стамбене архитектуре са националним стилским обележјима.